# 鍾德樹
鍾德樹（1953年—2011年3月4日），台灣死刑犯。
因債務糾紛於2001年4月2日至桃園縣桃園市（今桃園市桃園區）佳育兒童心算班潑灑汽油並縱火，造成負責人黃女在內的21人共3死18傷，後於2003年8月遭最高法院判處死刑定讞。
2006年11月30日，前法務部長施茂林批准鍾德樹的死刑執行令，但後來因王鴻薇及一部份人權團體以聲請釋憲等方式緊急搶救，在他的死刑執行令出部後，暫時從槍口下「救」回性命，創下死刑執行令簽准後卻未執行的首例，也讓台灣的死刑在以暫不簽署的方式，暫停至2010年4月29日。
2010年3月當時媒體報導，台灣一旦恢復執行死刑，他將會有最大的機率為第一個被槍決的。，然而，在同年4月30日法務部長曾勇夫一次簽署並執行4名死刑犯，當時並未包括鍾德樹。

臺灣廢除死刑推動聯盟為救鍾德樹，曾聲請30多次的非常上訴、4次釋憲。檢察總長黃世銘在執此死刑案時，就發現廢死團體在1天之連提3次非常上訴。
2011年3月4日，法務部長曾勇夫重行簽准執行令，晚間於台北看守所執行槍決，享年58歲。

## 相關
- 中華民國死刑制度
- 2007年4月21日《福爾摩沙事件簿》第76集「鍾德樹縱火案回顧」
- 臺灣戰後時期死刑犯列表

## 外部連結
- 針對法務部長簽署鍾德樹死刑執行令之新聞稿 （页面存档备份，存于） - 台灣廢除死刑推動聯盟
- 救援死刑犯鍾德樹 廢死聯盟聲請特赦 （页面存档备份，存于）
- 懇請陳水扁總統特赦鍾德樹 - 台灣人權促進會主張「罪不致死」
- 此報導引用維基百科本條目內容[永久]